# Vérjniaya Turá
Vérjniaya Turá (ruso: Верхняя Тура) es una ciudad del raión de Kushva en el óblast de Sverdlovsk, Rusia. Se encuentra en los Urales, sobre el curso superior del río Turá —afluente del Tobol que es afluente del Irtish y este a su vez lo es del Obi—, a 175 km al norte de Ekaterimburgo, la capital del óblast. Contaba con 10 700 habitantes en 2007.

## Historia

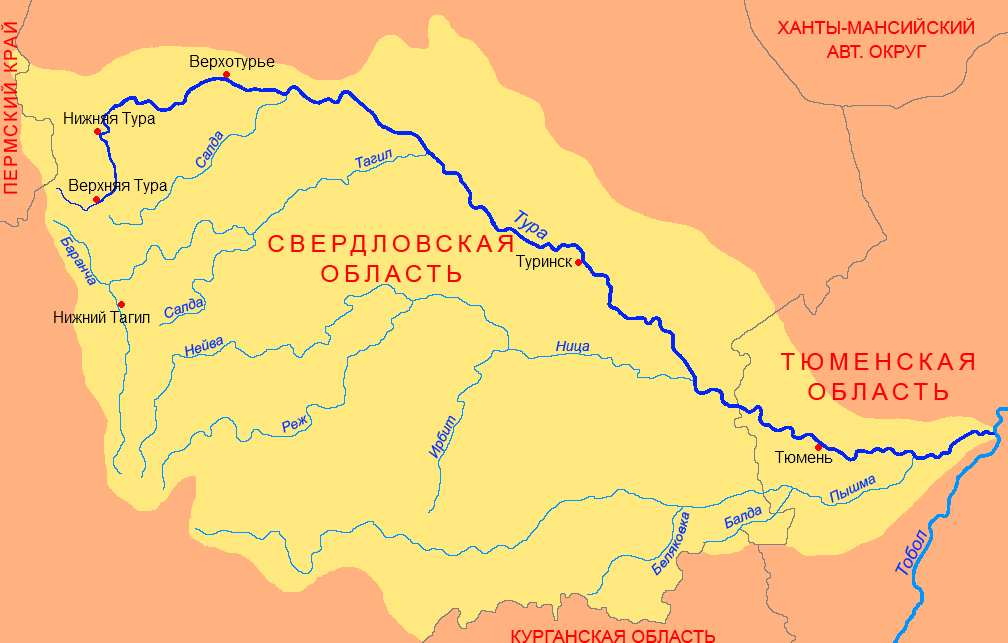
Vérjniaya Turá (Верхняя Тура) en un mapa del río Turá

La ciudad nace en 1737 con la creación de una fábrica siderúrgica a orillas del río Turá y llamada por esta razón Turinski Zavod ("Fábrica del Turá"). Otra fábrica construida algunos años más tarde (1754) por debajo de la primera fue llamada Nizhnieturinski Zavod (Нижнетуринский завод). La primera fue entonces renombrada en 1766 Verkhneturinski Zavod (Fábrica del Turá superior) y la localidad asociada a ella devino ulteriormente en Verjniaia Turá. La ciudad que rodeaba la segunda fábrica pasó a denominarse Nizhniaia Turá.
Está servida desde 1906 a la línea de ferrocarril Kushva - Serov (estación Goroblagodatskaia). Recibió el estatus de ciudad en 1941.

## Demografía
| 1959   | 1979   | 1989   | 2002   | 2007   |
| ------ | ------ | ------ | ------ | ------ |
| 19 700 | 14 600 | 13 573 | 11 097 | 10 700 |